# RASAL3
RASAL3‏ (RAS protein activator like 3) هوَ بروتين يُشَفر بواسطة جين RASAL3 في الإنسان.